# Mykola Baschan

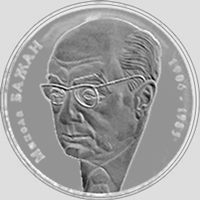
Konterfei Baschans auf einer ukrainischen Münze

Mykola Platonowytsch Baschan (wissenschaftliche Transliteration: Mikola Platonovič Bažan; * 13. Oktoberjul. / 26. Oktober 1904greg. in Kamjanez-Podilskyj, Gouvernement Podolien, Russisches Kaiserreich; † 23. November 1983 in Kiew) war ein ukrainischer Dichter, Publizist und Übersetzer von klassischer Weltliteratur.

## Leben
Baschan verbrachte seine Jugend in Uman, wo er von 1920/21 an der technischen Schule studierte. 1921 zog er nach Kiew und beendete hier 1923 sein Studium an der Wirtschaftsschule.
In der Zeit von 1923 bis 1925 machte er ein zusätzliches Studium am Institut für Auswärtige Beziehungen.
Während seines Studiums schrieb er, inspiriert vom Avantgarde-Theater und dem Regisseur Les Kurbas, seine ersten Gedichte.
Ein Jahr später heiratete er seine Lebensgefährtin Hajina Symoniwna Kowalenko (ukr. Гаїна Симонівна Коваленко).
Von 1953 bis 1959 war er Vorsitzender des ukrainischen Schriftstellerverbandes.
Er lebte in Kiew und wohnte dort im Iskul-Hildenbrand-Haus Baschan starb 1983 in Kiew und wurde dort auf dem Baikowe-Friedhof beerdigt.
```
      
"І серце в путь мене веде, І я не йти — не можу…"
 (translit.: I serze v put´ mene vede, I ja ne jti - ne možu...)
      
"Und das Herz führt mich auf den Weg, und ich gehe nicht - ich kann nicht..."
```

## Schaffen
Am Anfang seines Wirkens beschäftigte sich Baschan mit der Übersetzung klassischer Werke unter anderem von Dante, Rainer Maria Rilke, Shakespeare, Heinrich Heine, Adam Mickiewicz und Rustaweli. Später jedoch wurde das Hauptthema seiner Werke der Aufbau der sozialistischen Gesellschaft und der Kampf gegen den bürgerlichen Nationalismus.
In der „Oktobersammlung der Panfuturisten“ (ukr.: „Жовтневому збірнику панфутуристів“) wurde 1923 Baschans erstes Gedicht, „Руро-марш“ (wiss. Translit.: Ruro-marš), publiziert. 1926 erschien in Charkow sein erstes Buch „Die siebzehnte Patrouille“ (ukr.: „Сімнадцятий патрул“), welches er dem Heldengeist des Bürgerkrieges widmete.
Im Jahr 1940 trat Baschan der KPdSU bei und veröffentlichte von 1930 bis 1970 etliche regimekonforme Werke und beugte sich so nach und nach dem Druck der Partei.
1953–1959 übernahm er schließlich einen Funktionärsposten im sowjetisch-ukrainischen Schriftstellerverband.
Außerdem war er von 1957 bis zu seinem Tod 1983 Chefredakteur der sowjetisch-ukrainischen Enzyklopädie, sowie weiterer mehrbändiger Ausgaben wie „Die Geschichte der ukrainischen Kunst“ (6 Bände) und des „Schewtschenko-Wörterbuchs“ (ukr.: „Шевченківський словник“, wiss. Translit.: Ševčenkivs´kij slovnik).
Seit 1966 war Baschan Verdienter Wissenschaftler der Ukrainischen SSR, seit 1964 Verdienter Künstler der Georgischen SSR, Volksdichter der Usbekischen SSR. Des Weiteren hatte er den Posten als Abgeordneter des Obersten Sowjets der UdSSR und den der Ukrainischen SSR.

## Auszeichnungen
- Taras-Schewtschenko-Preis
- Leninorden (1939, 1954, 1960, 1964, 1974)
- Rotbannerorden[6]
- Orden des Roten Banners der Arbeit (1948, 1967)
- Orden der Oktoberrevolution (1971)
- Held der sozialistischen Arbeit (1974)
- Stalinpreis (1946, 1949)
- Leninpreis (1982)

## Gedenken
Noch heute wird in der Ukraine auf verschiedene Weise an Mykola Baschan gedacht. So erinnern unter anderem ein Denkmal in Kiew und Gedenktafeln an den bedeutenden Schriftsteller. Im Jahre 1984 wurde die erste Tafel an seinem ehemaligen Wohnhaus in Kiew angebracht, in dem sich heute ein ihm zu Ehren eingerichtetes Museum befindet. Auch an seinem Geburtshaus wurde 1988 eine solche Tafel befestigt.
Des Weiteren benannte man einen Kiewer Prospekt sowie weitere zahlreiche Straßen in der Ukraine nach ihm. Auch Schulen und eine Bibliothek im Kiewer Stadtrajon Solomjanka tragen seinen Namen.

## Werke (Auswahl)
- Der Eid (1941) „Клятва“ (wiss. Translit.: Kljatva)
- Danilo von Galizien (1942) „Данило Галицький“ (wiss. Translit.: Danilo Galic´kij)
- Stalingrader Hefte (1943) „Сталінградський зошит“ (wiss. Translit.: Stalingrads´kij zošit)
- Englische Impressionen (1948) „Англійські враження“ (wiss. Translit.: Anhlijs´ki vražennja)
- Am Spasski Turm (1952) „Біля Спаської вежі“ (wiss. Translit.: Bilja Spas´koji veži)
- Italienische Begegnungen (1961) „Італійські зустрічі“ (wiss. Translit.: Italijis´ki zustriči)
- Vier Erzählungen über Hoffnungen (1967) „Чотири розповіді про надію“ (wiss. Translit.: Čotiri rozpovidi pro nadiju)
- Umaner Erinnerungen (1972) „Уманські спогади“ (wiss. Translit.: Umans´ki spohadi)
- Flug durch den Sturm (1964) „Політ крізь бурю“ (wiss. Translit.: Polit kriz´ burju)
- Nachtgedanken eines alten Meisters (1976) Н„ічні роздуми старого майстра“ (wiss. Translit.: Nični rozdumi staroho majistra)
- Menschen, Bücher, Daten (1962) „Люди, книги, дати“ (wiss. Translit.: Ljudi, knigi, dati)

## Ausgaben in deutscher Sprache
- Eine Handvoll Hoffnung. Gedichte. Volk und Welt, Berlin 1972. Herausgegeben von Peter Kirchner, nachgedichtet  von Adolf Endler, Sarah Kirsch, Helmut Preißler, Martin Remané und Paul Wiens. Mit einem Nachwort von Paul Wiens.